# ماكس جان-غيليس
ماكس جان-غيليس (بالفرنسية: Max Jean-Gilles)‏ هو لاعب كرة قدم ولاعب كرة قدم أمريكية هايتي في مركز حارس ‏، ولد في 19 نوفمبر 1983 في ميامي في الولايات المتحدة. لعب مع سينسيناتي بنغالز وفيلادلفيا إيقلز وكارولاينا بانثرز.

## وصلات خارجية
- ماكس جان-غيليس على موقع مرجع كرة القدم المحترفة.كوم (الإنجليزية)